# Neupetershain
Neupetershain (Sorbian: Nowe Wiki) là một đô thị thuộc huyện Oberspreewald-Lausitz, bang Brandenburg, Đức.